# Клуб видатних гравців збірної
Клуб видатних гравців збірної (пол. Klub Wybitnego Reprezentanta), повна назва — Клуб видатних гравців збірної Польщі в чоловічому футболі (пол. Klub Wybitnego Reprezentanta Polski w piłce nożnej mężczyzn) — спільнота колишніх та нинішніх польських футболістів, які зіграли не менше 60 ігор за збірну Польщі з футболу.

## Історія

### Передісторія
Передумови створення Клубу з'явились ще на початку 90-х. У ході зустрічі, що відбулася в штаб-квартирі газети «Przegląd Sportowy» 15 травня 1992 року, група польських істориків та статистиків футболу, особливо журналістів, разом з представниками футбольної асоціації, перевірили всі міжнародні зустрічі за участю польської збірної з моменту її створення у 1921 року, враховуючи деякі неофіційні зустрічі (25 ігор, проведених у 1925–1976 роках). Спеціальний список усіх гравців збірної 26 серпня 1997 року було офіційно затверджено Президією Польського футбольного союзу.
Клуб був створений за рішенням Польського футбольного союзу 17 вересня 1999 року і з того часу існує під його егідою.

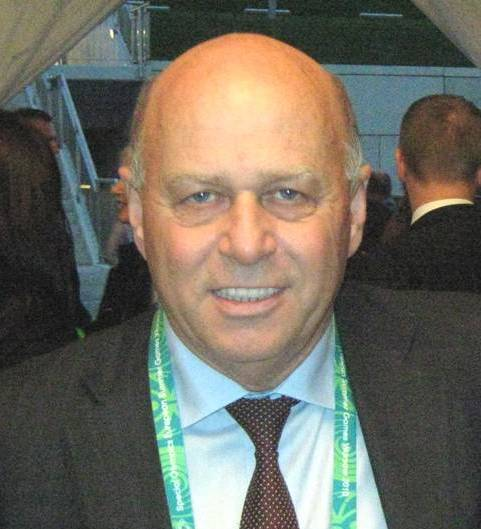
Гжегож Лято (ліворуч) — перший футболіст у списку Клубу з 17 вересня 1999 по 12 жовтня 2010 року, а також президент Клубу з 17 вересня 1999 по 7 січня 2009 року

### Президенти
Першим президентом клубу став Гжегож Лято, який на той момент був гравцем, що провів найбільше матчів за збірну в історії — 100. 7 січня 2009 року Лято призначив своїм наступником на посаді Владислава Жмуду. 31 жовтня 2012 року його наступником на цій посаді став Даріуш Дзекановський.

### Члени

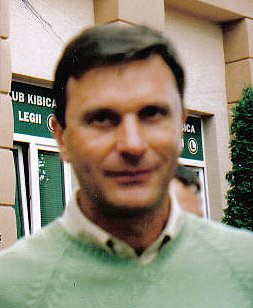
Владислав Жмуда — президент Клубу з 7 січня 2009 по 31 жовтня 2012 року

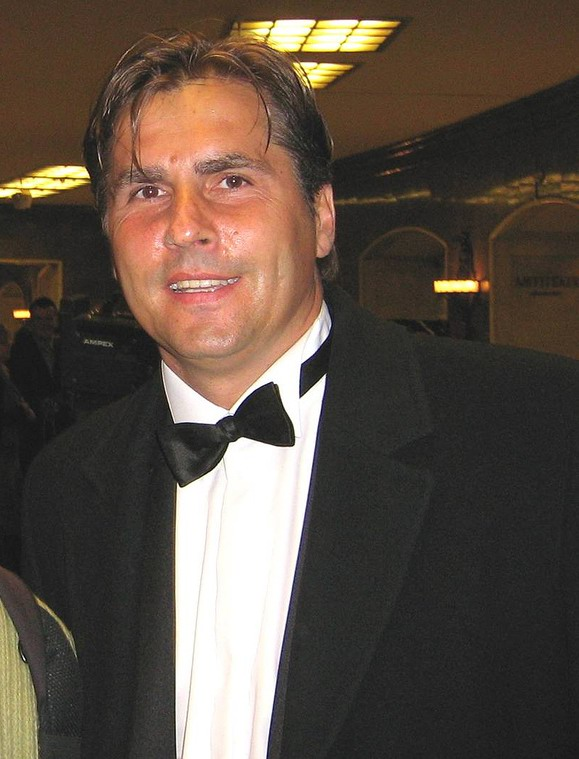
Даріуш Дзекановський — президент Клубу з 31 жовтня 2012 року

Проте, статистика в 60 матчів за збірну є формальним критерієм для включення до Клубу. Так перший президент Гжегож Лято прийняв у Клуб першого і поки єдиного гравця, який не провів за національну збірну 60 ігор — Герарда Цесліка, а 27 червня 2012 року наступний президент Клубу, Владислав Жмуда, подав заявку на виключення з клубу Яна Томашевського через негативні висловлювання в адресу польської збірної та окремих гравців на домашньому чемпіонаті Європи 2012 року. 28 червня Ян Томашевський вирішив покинути клуб.

## Список членів Клубу
Наразі в Клубі перебуває 28 гравців (станом на 11 жовтня 2013 року)
| Місце | Гравець               | Ігор (голів) | Роки виступів за збірну |
| ----- | --------------------- | ------------ | ----------------------- |
| 1     | Міхал Жевлаков        | 102 (3)      | 1999-2011               |
| 2     | Гжегож Лято           | 100 (45)     | 1971-1984               |
| 3     | Казімеж Дейна †       | 97 (41)      | 1968-1978               |
| 4     | Яцек Бонк             | 96 (3)       | 1993-2008               |
| =     | Яцек Кшинувек         | 96 (15)      | 1998-2009               |
| 6     | Владислав Жмуда       | 91 (2)       | 1973-1986               |
| 7     | Антоній Шимановський  | 82 (1)       | 1970-1980               |
| 8.    | Збігнев Бонек         | 80 (24)      | 1976-1988               |
| 9     | Влодзімеж Любанський  | 75 (48)      | 1963-1980               |
| 10    | Томаш Валдох          | 74 (2])      | 1991-2002               |
| 11.   | Мацей Журавський      | 72 (17)      | 1998-2008               |
| 12    | Пйотр Шверчевський    | 70 (1)       | 1992-2003               |
| 13.   | Томаш Клос            | 69 (6)       | 1998-2006               |
| =     | Роман Косецький       | 69 (19)      | 1988-1995               |
| 15    | Якуб Блащиковський*   | 65 (14)      | 2006-                   |
| =     | Даріуш Дудка*         | 65 (2)       | 2004-                   |
| =     | Маріуш Левандовський* | 65 (6)       | 2002-                   |
| 18    | Даріуш Дзекановський  | 63 (20)      | 1981-1990               |
| 19    | Роберт Гадоха         | 62 (16)      | 1967-1975               |
| =     | Томаш Гайто           | 62 (6)       | 1996-2005               |
| =     | Роман Вуйцицький      | 62 (2)       | 1978-1989               |
| 22    | Генрик Касперчак      | 61 (5)       | 1973-1978               |
| =     | Анджей Шармах         | 61 (32)      | 1973-1982               |
| 24.   | Єжи Дудек             | 60 (0)       | 1998-2013               |
| =     | Влодзімеж Смолярек †  | 60 (13)      | 1980-1992               |
| =     | Марцин Василевський*  | 60 (2)       | 2002-                   |
| =     | Яцек Зелінський       | 60 (1)       | 1995-2003               |
| 28    | Герард Цеслік         | 45 (27)      | 1947-1958               |

```
*
 
— діючі гравці
**
 
— діючі гравці, який завершили виступи за збірну
†
 
— померлі гравці
```

Примітка:
- Ян Томашевський з 63 іграми за збірну був членом Клубу з 17 вересня 1999 по 28 червня 2012 року, після чого був виключений

## Президенти Клубу
1. Гжегож Лято (17 вересня 1999 — 7 січня 2009)
2. Владислав Жмуда (7 січня 2009 — 31 жовтня 2012)
3. Даріуш Дзекановський (з 31 жовтня 2012)